# سیارک ۱۴۲۶۷
سیارک ۱۴۲۶۷ (به انگلیسی: 14267 Zook، نامگذاری:2000AJ153) چهارده هزار و دویست و شصت و هفتمین سیارک کشف شده‌است که در ۶ ژانویه ۲۰۰۰ کشف شد.
قدر مطلق سیارک برابر ۱۸.۶ است.